# Constance Quéniaux
Constance Quéniaux (San Quintino, 9 luglio 1832 – Parigi, 7 aprile 1908) è stata una modella e ballerina francese ritenuta la modella del dipinto L'origine del mondo.

## Biografia
Figlia di Marie Catherine Quéniaux, una ragazza madre, Constance crebbe nella povertà. Entrò nell'Opéra di Parigi  nel 1847, come ballerina: "è così diafana che la difficoltà per lei non è di elevarsi ma di tornare al suolo" disse di lei all'epoca il quotidiano Le Figaro.
Per guadagnarsi da vivere, in seguito, divenne cortigiana e fu proprio in questo modo che incontrò Halil Bey, diplomatico ottomano e famoso collezionista di dipinti. Era anche un grande giocatore d'azzardo, che spendeva molto denaro nel gioco e chiedeva a Constance di stargli accanto come portafortuna, dandole poi una parte delle vincite. La Quéniaux posò per molti artisti come Nadar, André-Adolphe-Eugène Disdéri o Jules Emile Saintin.
Frequentò l'ambiente artistico e fu amica di Daniel-François-Esprit Auber. Si stabilì in una villa a Cabourg e fece opera di filantropia, soprattutto a beneficio di un istituto per figli orfani di artisti o da essi abbandonati.

## L'origine del mondo
L'origine del mondo fu commissionato da Halil Bey a Courbet, che gli era stato presentato da Sainte-Beuve per la sua collezione personale di dipinti erotici che teneva nella sua suite dell'hotel sul Boulevard des Italiens a Parigi, tra i quali figurava Il bagno turco di Ingres, e per la quale Gustave Courbet realizzò Il Sonno e L'origine del mondo che egli cedette nel 1866.
Nel settembre 2018, lo scrittore Claude Schopp annunciò di aver scoperto che la modella del dipinto era Constance Quéniaux: la scoperta fu fatta tramite l'affermazione di Alexandre Dumas in una lettera a George Sand, in cui lo scrittore diceva che Courbet aveva dipinto l'interieur (l'intimità) della Quéniaux, una ballerina dell'Opéra. In precedenza si riteneva che la modella fosse l'irlandese Joanna Hiffernan.
La scansione della lettera in questione è stata diffusa dalla Biblioteca nazionale di Francia, dove è custodita, che ha anche pubblicato la foto di Constance Quéniaux, ritratta da Nadar, e diffuso il comunicato stampa relativo alla scoperta.